# President de São Tomé i Príncipe
El President de São Tomé i Príncipe  és el Cap d'Estat de São Tomé i Príncipe. El càrrec fou creat en 1975.

## Presidents de São Tomé i Príncipe (1975–present)
Moviment per l'Alliberament de São Tomé i Príncipe/Partit Socialdemòcrata (MLSTP/PSD)

      Acció Democràtica Independent (ADI)

      Moviment Democràtic de les Forces pel Canvi - Partit Liberal (MDFM – PL)
| №   | Foto | Nom (naixement-mort)                         | Mandat                | Mandat                | Partit            |
| --- | ---- | -------------------------------------------- | --------------------- | --------------------- | ----------------- |
| 1   |      | Manuel Pinto da Costa (1937–)                | 12 de juliol de 1975  | 4 de març de 1991     | MLSTP/PSD         |
| —   |      | Leonel Mário d'Alva (1935–) President interí | 4 de març de 1991     | 3 d'abril de 1991     | MLSTP/PSD         |
| 2   |      | Miguel Trovoada (1936–)                      | 3 d'abril de 1991     | 15 d'agost 1995       | Independent / ADI |
| —   |      | Manuel Quintas de Almeida (1957–2006)        | 15 d'agost 1995       | 21 d'agost 1995       | Militar           |
| (2) |      | Miguel Trovoada (1936–)                      | 21 d'agost 1995       | 3 de setembre de 2001 | ADI               |
| 3   |      | Fradique de Menezes (1942–)                  | 3 de setembre de 2001 | 16 de juliol de 2003  | MDFM – PL         |
| —   |      | Fernando "Cobo" Pereira (1963–)              | 16 de juliol de 2003  | 23 de juliol de 2003  | Militar           |
| (3) |      | Fradique de Menezes (1942–)                  | 23 de juliol de 2003  | 3 de setembre de 2011 | MDFM – PL         |
| (1) |      | Manuel Pinto da Costa (1937–)                | 3 de setembre de 2011 | 3 de setembre de 2016 | Independent       |
| 4   |      | Evaristo Carvalho (1942–)                    | 3 de setembre de 2016 | en el càrrec          | ADI               |